# Valtenir Pereira
Valtenir Luiz Pereira (Jaciara, 24 de novembro de 1971) é um advogado e político brasileiro filiado ao Movimento Democrático Brasileiro (MDB). É ex-vereador de Cuiabá e ex-deputado federal pelo estado do Mato Grosso.

## Biografia
Elegeu-se deputado federal em 2014, para a 55.ª legislatura (2015-2019), pelo Partido Republicano da Ordem Social (PROS). Foi contrário ao Impeachment de Dilma Rousseff. Posteriormente, votou a favor da PEC do Teto dos Gastos Públicos. Em abril de 2017 votou a favor da Reforma Trabalhista.
Em 2015 chegou a filiar-se ao Partido da Mulher Brasileira (PMB) e foi um de seus sete primeiros filiados, todos homens.
Foi candidato a reeleição em 2018, mas não obteve êxito, alcançando 44.135 votos (2,98% dos válidos) pelo Movimento Democrático Brasileiro (MDB).[carece de fontes?]